# Brandywine
Brandywine és una concentració de població designada pel cens dels Estats Units a l'estat de Maryland. Segons el cens del 2000 tenia 1.410 habitants.

## Demografia
Segons el cens del 2000, Brandywine tenia 1.410 habitants, 478 habitatges, i 377 famílies. La densitat de població era de 123,7 habitants per km².
Dels 478 habitatges en un 34,9% hi vivien nens de menys de 18 anys, en un 60,9% hi vivien parelles casades, en un 12,3% dones solteres, i en un 21,1% no eren unitats familiars. En el 16,3% dels habitatges hi vivien persones soles el 6,7% de les quals corresponia a persones de 65 anys o més que vivien soles. El nombre mitjà de persones vivint en cada habitatge era de 2,95 i el nombre mitjà de persones que vivien en cada família era de 3,29.
Per edats la població es repartia de la següent manera: un 25,7% tenia menys de 18 anys, un 6,6% entre 18 i 24, un 30,7% entre 25 i 44, un 25,7% de 45 a 60 i un 11,3% 65 anys o més.
L'edat mediana era de 39 anys. Per cada 100 dones de 18 o més anys hi havia 86,1 homes.
La renda mediana per habitatge era de 57.063 $ i la renda mediana per família de 64.038 $. Els homes tenien una renda mediana de 41.783 $ mentre que les dones 35.242 $. La renda per capita de la població era de 19.035 $. Entorn del 8,6% de les famílies i el 10,1% de la població estaven per davall del llindar de pobresa.

## Poblacions més properes
El següent diagrama mostra les poblacions més properes.